# سونغ هي رم
سونغ هاي ريم (هانغل: 성혜림؛ 24 يناير 1937 - 18 مايو 2002) كانت ممثلة كورية شمالية، اشتهرت بكونها عشيقة كيم جونغ-ايل المفضلة.

## النشأة والتعليم
ولدت سونغ في تشانغنيونغ، عندما كانت كوريا تحت احتلال الإمبراطورية اليابانية. دخلت كلية بيونغ يانغ للأفلام في عام 1955، لكنها ترك الدراسة في السنة التالية لولادة ابنتها. أعادت الالتحاق وتخرجت فيما بعد، وصدرت أولى أفلامها عام 1960. أصبحت ممثلة شعبية في الستينيات، وظهرت في أفلام مثل أونجونغريونغ (온정령) و بيك إل-هونغ (백일홍).
معظم المعلومات عن سونغ مستمدة من مذكرات اختها سونغ هاي-رانغ. صديقتها السابقة كيم يونج سون نشر مذكرات لها في أنا صديقة سونغ هاي ريم  وكشفت كيف  تم إبعادها مع عائلتها إلى معسكر اعتقال لمدة عشر سنوات بعد أن اكتشفت سر هاي ريم، مما أدى إلى وفاة أطفالها وأبيها وأمها واختطاف زوجها الذي لم تستطع رؤيته حتى انشقاقها إلى كوريا الجنوبية في عام 2003.

## حياتها الشخصية
بدأت سونغ علاقة مع كيم جونغ-ايل في عام 1968 بعد طلاقها من زوجها الأول; ويعتقد أنها كانت عشيقته الأولى. في عام 1971، أنجبت كيم جونغ-نام الذي كان في وقت ما مرشحا لخلافة والده. قيل إن ولادة هذا الطفل بقيت سرا على  كيم ايل-سونغ حتى عام 1975.

## الانشقاق والموت
في بداية الثمانينيات، سافرت سونغ إلى موسكو مرارا للحصول على العناية الطبية. في عام 1996، أعلن أن سونغ لجأت إلى الغرب، لكن مسؤولو الاستخبارات في كوريا الجنوبية نفوا هذه القصة. يعتقد أنها توفيت في 18 مايو 2002. وقالت بعض التقارير إنها ماتت في موسكو.